# Sinfonía n.º 1 (Rajmáninov)

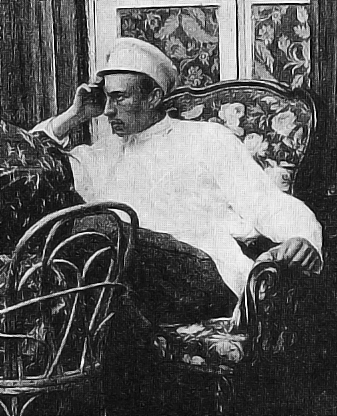
Rajmáninov en 1897. El fracaso de su Sinfonía n.º 1 probablemente fue la causa del colapso psicológico que sufrió unos meses después y que le persiguió hasta su muerte en 1943.

La Sinfonía n.º 1 en re menor, Op. 13 fue compuesta entre enero y octubre de 1895 por Serguéi Rajmáninov en Ivanovka, una finca cerca de Tambov, Rusia. Esta obra fue en realidad el segundo intento de Rajmáninov dentro del género sinfónico, dado que durante su último año en el Conservatorio de Moscú (1891) produjo un movimiento sinfónico titulado «Sinfonía Juvenil en re menor».
La sinfonía es considerada actualmente como una representación dinámica de la tradición sinfónica rusa, en las palabras del compositor inglés Robert Simpson «una obra poderosa por derecho propio, que tiene sus raíces en las obras de Borodin y Chaikovski, pero convincente, individual, finamente construida y alcanzando una trágica y heroica expresión permanece por encima del pathos de su música posterior». Con el redescubrimiento en los últimos años de la música de Rajmáninov en general, la Primera Sinfonía ha sido grabada en numerosas ocasiones y se interpreta con bastante frecuencia.

## Historia

### Concepción
La Sinfonía n.º 1 fue en realidad el segundo intento de Rajmáninov dentro de este género. Durante su último año en el Conservatorio de Moscú (1891) produjo un movimiento sinfónico en re menor, de aproximadamente 12 minutos de duración, que fue publicado póstumamente en 1947 bajo el título de «Sinfonía Juvenil en re menor». Dicha obra está escrita en la forma sonata tradicional y, al basarse en los modelos de la Sinfonía n.º 4 de Chaikovski, sigue muy de cerca la línea de dicho compositor. La carencia de originalidad puede deberse a la falta de entusiasmo por parte de los profesores de composición y contrapunto de Rajmáninov, Antón Arenski y Serguéi Tanéyev, durante el periodo en el que la pieza fue compuesta. Su Concierto para piano n.º 1, que escribiría a finales de aquel año, es un indicador mejor de lo que sería su potencial con el manejo de las formas musicales de gran envergadura. Tras su graduación en 1894, transcribió la Sinfonía Manfredo de Chaikovski para dos pianos, lo que le dio una exposición adicional más directa al género sinfónico.
A pesar de la escasez de dinero durante esa etapa de su carrera, el compositor había disfrutado de varios lujos, musicalmente y materialmente hablando, teniendo en cuenta su relativa juventud e inexperiencia. No sólo había demostrado estar muy dotado, sino que además había adquirido una amplia variedad de habilidades como compositor y además era considerado un consumado y brillante pianista. Rajmáninov recibió el reconocimiento oficial de su talento cuando el Conservatorio de Moscú le concedió la Gran Medalla de Oro, un premio concedido en raras ocasiones. Contaba además con un editor que rápidamente publicó sus obras y otros artistas igualmente predispuestos a interpretarlas. Rajmáninov tuvo el consejo y apoyo de Chaikovski, que justo antes de su muerte en 1893 era la persona más importante dentro del ámbito musical ruso tanto nacional como internacionalmente. Con todos estos puntos a su favor, no resulta raro que Rajmáninov esperara que el estreno de su más importante obra hasta la fecha sería un triunfo.

### Composición
Rajmáninov empezó a pensar sobre la Sinfonía n.º 1 tras orquestar su Caprice Bohémien en septiembre de 1894. La composición de este opus se desarrolló entre enero y octubre de 1895, un periodo de gestación considerablemente largo para el compositor no exento de dificultades. Escribió desde Ivanovka, su residencia de verano, el 29 de julio que a pesar de trabajar siete horas al día encontraba la composición de la sinfonía extremadamente difícil. A partir de septiembre incrementó su ritmo de trabajo hasta diez horas al día. Pero el esfuerzo se vio recompensado: al abandonar Ivanovka el 7 de octubre, no solo había acabado la composición y orquestación, sino que había realizado una transcripción de la obra para dos pianos.
El tiempo que el maestro ruso empleó para componer la obra fue mayor de lo habitual, por lo que también tardó en conseguir su estreno. En 1895 conoció al filántropo musical Mitrofan Beliáyev. Gracias al interés de éste en programar una pieza de Rajmáninov, el poema sinfónico La Roca pudo interpretarse en la serie de Conciertos Sinfónicos Rusos en San Petersburgo. Como otra muestra de amistad, fue el encargo de realizar una transcripción de la Sinfonía n.º 6 en do menor de Aleksandr Glazunov para dos pianos. A lo largo de 1896, debido en gran parte a la influencia de Tanéyev y Glazunov, Beliáyev aceptó que tuviera lugar el estreno. Finalmente, su interpretación fue programada para el año siguiente.
Cuando Rajmáninov le llevó el manuscrito a Tanéyev y lo tocó en el piano, al ya anciano compositor se quejó, «estas melodías son flácidas, sin color - no es posible hacer nada con ellas». Rajmáninov realizó cambios considerables a la partitura y Tanéyev le aseguró a Beliáyev que pronto podría enviar el manuscrito al comité de los Conciertos Sinfónicos Rusos para su revisión. De todas maneras, Rajmáninov tuvo nuevas ideas para algunas partes de su sinfonía y visitó a Tanéyev por segunda vez. Realizó nuevas modificaciones, entre ellas, la ampliación del movimiento lento.

### Estreno
El estreno de este opus se celebró el 28 de marzo de 1897 en San Petersburgo, con la interpretación de la Orquesta de la Sociedad Sinfónica Rusa bajo la batuta de Aleksandr Glazunov. La sinfonía no volvió a ser interpretada en vida del compositor. Fue un rotundo fracaso debido a varios motivos: Glazunov dirigió pésimamente; hizo cortes en la partitura y varios cambios en la orquestación; y algunos asistentes al concierto sugirieron al acabar la obra que el director parecía estar borracho. Además, al ser una obra escrita en un estilo moderno para la época, no fue del gusto de los asistentes, especialmente los miembros del Círculo Beliáyev; que la consideraron ofensiva debido al uso progresista de la forma sinfónica y por no seguir el preferido estilo académico del círculo de San Petersburgo liderado por Rimski-Kórsakov, el cual los compositores jóvenes debían seguir si esperaban tener alguna oportunidad en su carrera.
Rajmáninov, que confiaba que su obra sería un éxito sin precedentes, recibió un duro golpe a causa de estas hostiles críticas. Sufrió una crisis nerviosa y fue incapaz de componer hasta 1899, cuando sus familiares y amigos le convencieron de que se sometiera a un tratamiento de hipnoterapia con el doctor Nikolái Dahl. El resultado del exitoso tratamiento fue el popular Concierto para piano n.º 2, que fue estrenado en 1900. A pesar de la hostil acogida, y al contrario de lo que se cree, el compositor no destruyó o repudió la partitura de la Sinfonía n.º 1; de hecho, incluso consideró revisarla. Sin embargo, la partitura se perdió, debido a que al marcharse al exilio, dejó la partitura en su apartamento de Moscú. En 1944 fueron descubiertas las partes instrumentales de la sinfonía, así como varios bocetos. La partitura fue reconstruida completamente, y el segundo estreno tuvo lugar en el Conservatorio de Moscú el 17 de octubre de 1945, dirigida por Aleksandr Gauk. 

## Instrumentación
La partitura está escrita para una orquesta formada por:
- Viento madera: 2 flautas, 2 oboes, 2 clarinetes, 2 fagotes.
- Viento metal: 4 trompas, 2 trompetas, 3 trombones, tuba.
- Percusión: timbales, bombo, caja, platillos, triángulo, pandereta, tam-tam.
- Cuerda: una sección de cuerdas con violines I y II, violas, violonchelos y contrabajos.

## Estructura y análisis
La sinfonía consta de cuatro movimientos:
- I. Grave – Allegro non troppo, en re menor 4
4
- II. Allegro animato, en la menor 3
4
- III. Larghetto, en la mayor 3
4
- IV. Allegro con fuoco, en mi mayor 4
4

La interpretación de esta obra dura aproximadamente 45 minutos.

### I.Grave – Allegro non troppo
El primer movimiento, Grave – Allegro non troppo, está escrito en la tonalidad de re menor y en compás de 4/4. Una breve introducción de siete compases presenta el carácter de la obra: sombrío, feroz y solemne. En ella dos elementos temáticos son expuestos que constituirán el material cíclico para toda la pieza: una célula de una nota precedida por un grupeto y un tema derivado del Dies irae, un canto llano medieval. Este último será el tema dominante del Allegro, desarrollado y enriquecido por unas figuras orquestales basadas en Chaikovski. El segundo tema, Moderato, presentado por los violines es interesante por su estructura melódica, que es la de la escala zíngara (con dos segundas aumentadas). Este tema es repetido por toda la orquesta en un repentino y grandioso fortissimo, que conduce al primer tema hasta una apoteosis en un coral interpretado por los metales. Al comienzo de la repetición, la célula-grupeto reaparece insistentemente.

### II.Allegro animato
El segundo movimiento, Allegro animato, está en la menor y en compás de 3/4. Se trata de un fantasioso scherzo que también comienza con la célula-grupeto así como con reminiscencias del Dies irae, al menos sus primeras notas. El tema principal es una corta melodía, que oímos alternativamente bajo la forma original y su inversión, pero ésta sólo aparece breve y episódicamente, espaciado por llamadas y estremecimientos de la orquesta que constituyen un expresivo fondo sonoro. En la parte central la célula-grupeto vuelve, dando nacimiento a un nuevo tema que repite un violín solo durante algunos compases, confiriéndole un aire zíngaro.

### III.Larghetto
El tercer movimiento, Larghetto, está en la mayor y en compás de 3/4. En la lírica calma de este movimiento, incluso el grupeto parece haber perdido su crispación amenazante. El clarinete canta una melodía sencilla y dulce, pero en medio reaparecen algunas nubes con las sombrías armonías de las trompas con sordina. El tema, repetido, está ornamentado con repetitivas apoyaturas y contrapunto.

### IV.Allegro con fuoco
El cuarto y último movimiento, Allegro con fuoco, está en mi mayor y en compás de 4/4. La célula-grupeto de nuevo lanza el Finale con una violencia entrecortada. Los instrumentos de metal y el ritmo de marcha arrastran un motivo basado, una vez más, en el Dies irae. Una pasaje calmado con anima responde con una melodía de los violines que se eleva rápidamente hasta el extremo agudo. Los instrumentos de metal tienen un papel prominente y sobreviene un nuevo cambio en la parte central (Allegro mosso), introducido por las notas repetidas de la cuerda grave. El ritmo es especialmente interesante, con sus suaves síncopas (equívoco de un ritmo binario en un compás de tres tiempos): acompañamiento repetido del scherzo aparece en la segunda parte y el retorno del grupeto relanza el movimiento con notable violencia dinámica y orquestal. Un golpe del tam-tam da paso a la coda, al término de la cual el grupeto, en la cuerda con un ritmo más lento, se repite con una fatídica insistencia, reforzado por los instrumentos de metal y de percusión.
A pesar de la desigual calidad de la propia composición, no hay duda de que la Sinfonía n.º 1 es potente y dramática. Está influida por las últimas sinfonías de Chaikovski, aunque esta influencia solo pueda observarse en el sentimiento de angustia ante la implacable fatalidad.

## Forma

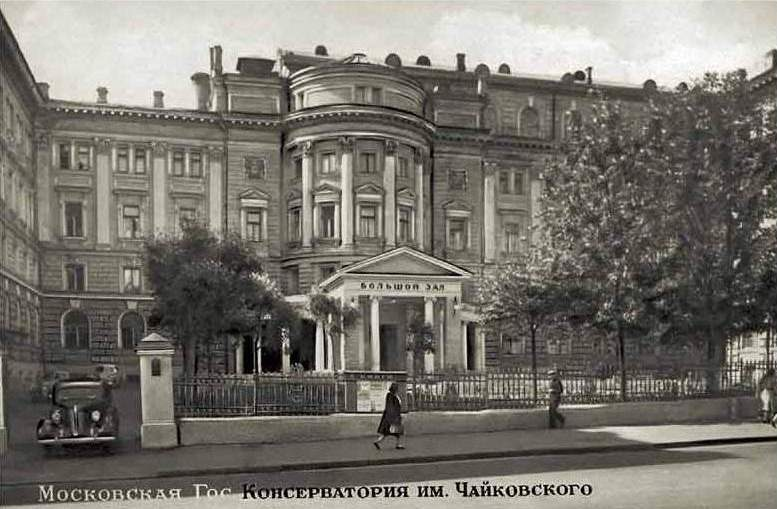
Conservatorio de Moscú, donde Rajmáninov se graduó con honores en la primavera de 1891.

El compositor Robert Simpson, consideró la Primera Sinfonía de Rajmáninov tan superior como las dos que le siguieron, pensando que había sido creada «con naturalidad y sin presión» en general y con los cuatro movimientos «integrados temáticamente con originalidad». Simpson también señala que elude lo que él denomina «un abuso del lirismo» y «los clímax forzados» presentes en la Sinfonía n.º 2 y los conciertos para piano. En lugar de este abuso del lirismo, como señala Robert Matthew-Walker, se puede observar atentamente un incremento en la brevedad y concisión en las composiciones orquestales de Rajmáninov en las obras que completó desde que se graduó en el Conservatorio de Moscú, en otras palabras, desde el Príncipe Rostislav, hasta La Roca, y desde esta última hasta la sinfonía. En esencia, Simpson está de acuerdo respecto de esta economía musical, y comenta que la estructura de la sinfonía en conjunto no tiene defectos. Aunque Rajmáninov suele reducir el tempo del segundo tema del primer movimiento (una costumbre que, según Simpson, se agravaría hasta el final de su carrera), mantiene un rígido control en la música, sin dejar que nada se le vaya de las manos. Además, destaca en especial el clímax del último movimiento como abrumadoramente poderoso y extremadamente económico en el uso de su material musical.
El elemento más original de esta obra proviene de la red de relaciones motívicas. Rajmáninov, que ya había empleado este recurso en el Caprice Bohémien, lleva su uso en la sinfonía aún más lejos, con el resultado de que, mientras que la sinfonía es una obra completamente cíclica, la integración temática con la propia música es mucho más extensiva que en la mayoría de sinfonías rusas. Los temas y fragmentos temáticos de los primeros movimientos se transforman, a veces con profundidad, para ayudar a darle forma al material existente o generar nuevo material. Al hacer esto, Rajmáninov emplea relativamente poco material musical para una composición de tal envergadura, combinando los cuatro movimientos con muchas metamorfosis temáticas y reminiscencias más evidentes. César Cui pudo haber aludido a esta característica en su crítica de 1897 cuando se quejaba de «la repetición sin sentido de los mismos trucos baratos», pero analistas motívicos que desde entonces han estudiado la sinfonía, consideran estos «trucos» como una fortaleza de la obra, no una debilidad.
Los mismos analistas motívicos reivindican la Primera Sinfonía como la prueba de que Rajmáninov realmente era capaz de escribir música sinfónica, en comparación con la música de ballet forzada en una forma sonata, escrita por muchos otros compositores rusos coetáneos. El tratamiento que hacía Rajmáninov de la forma sinfónica puede que por esta razón le deba más a Alexander Borodin que a Piotr Ilich Chaikovski. Un aspecto del que los críticos de San Petersburgo de alguna manera no se dieron cuenta o ignoraron en el estreno de la obra. Otra idea original de Rajmáninov fue el uso de los cantos знамени (znamenny) como fuente de material para sus ideas temáticas. Nunca transcribe estos cantos literalmente, aunque el material que el compositor crea a partir de ellos tiende a darle un aire religioso a algunas páginas de la sinfonía. En cuanto a esto, se parece a lo que Béla Bartók denominaría «música popular imaginaria», realmente música concebida por Bartók pero que se acercaba notablemente a la música popular debido a su completa inmersión en el espíritu y sintaxis musical de la música y danzas populares de Europa del Este.
No obstante, la sinfonía no carece de problemas. Mientras que la impresión general da una sensación de tensión, tanto el scherzo como el movimiento lento presentan varios pasajes aburridos y carentes de brillo. Estos surgen en el movimiento lento a partir de uno central, estático, con referencias quejumbrosas al tema principal de las cuerdas graves, y al repetir incoherentemente el mismo tema en el scherzo, quitándole a la música su dinamismo rítmico. La orquestación resulta en ocasiones demasiado estridente y suena obstruida, haciendo que la pieza suene portentosa. Sin embargo, una interpretación atenta puede ayudar a minimizar los posibles errores que haya en la orquestación y clarificarla, haciendo de la sinfonía la declaración musical más oscura, vigorosa y entusiasta que Rajmáninov nunca hubiera podido pretender en un principio.

## Recepción de la obra
Debido a sus éxitos pasados, Rajmáninov esperaba otro triunfo con su sinfonía. Debería haber advertido que tardó demasiado tiempo, incluso para una de sus obras, en obtener una interpretación. Además debería haberse dado cuenta de que en los ensayos, los cuales presenció, las cosas iban de mal en peor.

### Primeras reacciones al estreno
Las palabras de Nikolái Rimski-Kórsakov, cuyas propias preferencias musicales en los últimos años de su carrera no eran demasiado progresistas, fueron como una advertencia previa a lo que iba a venir. Tras escuchar la sinfonía en los ensayos, le dijo a Rajmáninov, «Perdóname, pero no estoy del todo conforme con esta música». Considerado como el representante de más edad de la música rusa tras la muerte de Chaikovski, Rimski-Kórsakov pudo tener justificación al decirle algo así, pero pudo habérselo dicho debido a un motivo distinto. Según los informes de varios asistentes, el ensayo que Rimski-Kórsakov escuchó, dirigido por su amigo y protégé musical Aleksandr Glazunov, fue un desastre como interpretación y una horrorosa parodia de la partitura. Aunque a Glazunov le gustaba dirigir, nunca llegó a adquirir la suficiente destreza, a pesar de que Rimski-Kórsakov alegara justo lo contrario en sus memorias. Los comentarios de Rimski sobre las primeras apariciones del Glazunov se habrían ajustado también a esta ocasión: «Lento por naturaleza, torpe y de patosos movimientos, el maestro, hablando lentamente y con voz baja, manifestó tener poca habilidad tanto durante los ensayos o para influir en la orquesta durante los conciertos». No solo Glazunov dirigió mal durante los ensayos de la primera sinfonía, sino que también hizo cortes en la partitura y varios cambios en la orquestación. Los cortes que hizo en los dos primeros movimientos tenían poco sentido musical y el escaso aprovechamiento de los ensayos se complicaron por el hecho de que dos obras más tuvieron su estreno en el mismo concierto.
Glazunov estrenó la sinfonía el 28 de marzo de 1897. La interpretación fue un completo fracaso; Rajmáninov estaba completamente angustiado cuando acabó. El director Aleksandr Khessin, quien asistió al estreno, dijo al recordarlo: «La sinfonía no fue ensayada lo suficiente, la orquesta estaba descompensada, faltaba estabilidad en los tempos, algunos errores en las partes orquestales no fueron corregidos; pero lo que más contribuyó a arruinar la obra fue la interpretación flemática, carente de vida, superficial y floja, sin pasión, entusiasmo o brillantez en el sonido orquestal».
Además, Natalia Satina, la futura mujer del maestro ruso y otros testigos, sugerirían tiempo después, que al acabar la obra, Glazunov parecía estar borracho en el podio. Una persona en particular escribió que en el ensayo estaba «de pie con el rostro inmóvil, moviendo la batuta sin interés alguno. Rajmáninov estaba obviamente muy preocupado y en las pausas se acercó a Glazunov y le dijo algo, pero no consiguió despertar en él nada más que un completo estado de indiferencia». Aunque Rajmáninov nunca volviera a mencionar nada sobre su estado de embriaguez y esta acusación no haya podido ser confirmada, no es del todo inverosímil considerando la reputación de Glazunov con respecto al alcohol. Como contaría más tarde su alumno Dmitri Shostakóvich, Glazunov guardaba una botella de alcohol escondida debajo de su escritorio en el Conservatorio de San Petersburgo, bebiendo a través de una pajita durante las clases.
Bebido o no, puede que ni Glazunov entendiera ni que estuviera del todo entregado a la sinfonía, al ser una obra escrita en un idioma moderno para la época y de mayor longitud (aproximadamente 45 minutos) de la que él esperaba. Tampoco se mostraba aparentemente receptivo con respecto a la música de Rajmáninov en general, comentando en una ocasión, «tiene mucho sentimiento... pero nada de sentido en absoluto». Esto hace que el comentario sea extraño en sí mismo, considerando que el propio Glazunov se anticiparía al estilo de Rajmáninov en su Sinfonía n.º 2, escrita en 1886 (Glazunov demostró su baja estima hacia la música de Rajmáninov al dejarse olvidada la copia de la partitura del Concierto para piano n.º 4 en un taxi de París en 1930. La partitura había sido un regalo del propio compositor). Sin embargo, parece sorprendente que Glazunov hubiera dirigido el año anterior una interpretación competente de la fantasía orquestal de Rajmáninov La Roca. Aunque tuvo una acogida favorable en general, César Cui expuso, en un anticipo de sus comentarios sobre la sinfonía, que «toda la composición muestra que el compositor está más preocupado por el sonido que por la música».

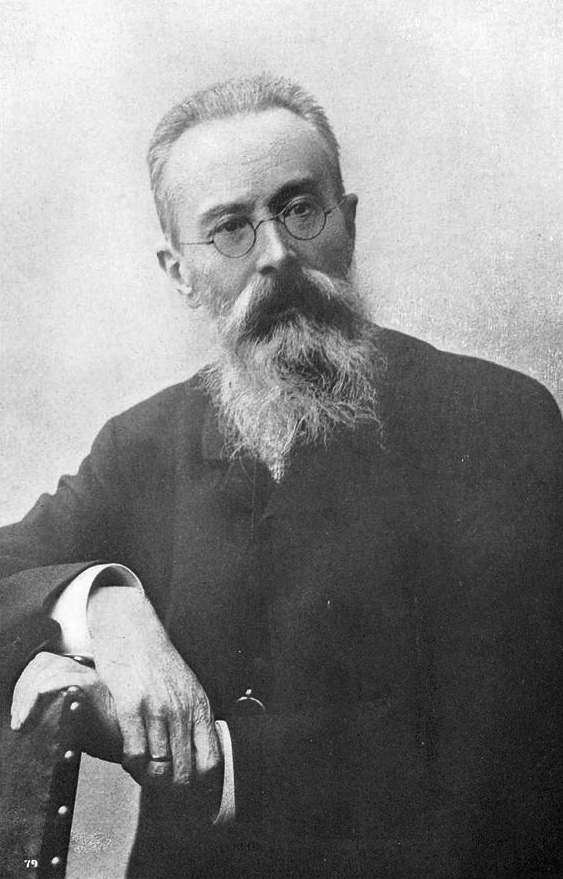
El anciano Rimski-Kórsakov.

### Tendencias políticas
A pesar de todas las buenas intenciones de Beliáyev, no era buena señal hacer que la obra se interpretara en San Petersburgo, con el comentario de Rimski-Kórsakov como un presagio de todo lo que iba a llegar. El panorama musical existente en la ciudad estaba dominado por el grupo de jóvenes compositores llamado el Círculo Beliáyev, liderado por Rimski-Kórsakov debido a que el mismo enseñó a muchos de ellos en el conservatorio de San Petersburgo. Los compositores que quisieran formar parte del círculo, que además deseaban el mecenazgo de Beliáyev, tenían que escribir en un estilo musical aprobado por Glazunov, Lyadov y Rimski-Kórsakov. Debido a esto, el estilo de este último se convirtió en el estilo académico preferido, el cual los compositores jóvenes debían seguir si esperaban tener alguna especie de carrera. Aquellos que se oponían al Círculo Beliáyev no tardaron en darse cuenta de esta tendencia.
Mientras que Rimski-Kórsakov denominaba al grupo como «progresista» en su autobiografía, «moderadamente académico» habría encajado mejor, dado que la mayoría de sus componentes buscaban la complejidad técnica y virtuosística como un fin en sí mismo, una actitud que siempre caracterizó el Conservatorio y continuaría en algún punto tras partida de Rimski-Kórsakov dejando a su yerno Maximilian Steinberg a cargo de las lecciones de composición en el Conservatorio durante los años 1920.
A pesar del rechazo de Rimski-Kórsakov a que el Círculo Beliáyev se pareciera al Grupo de los cinco bajo Balakirev, las dos facciones compartían un rasgo. Como el Grupo de los cinco, el grupo de Beliáyev miraba con recelo aquellas composiciones que no seguían su canon.

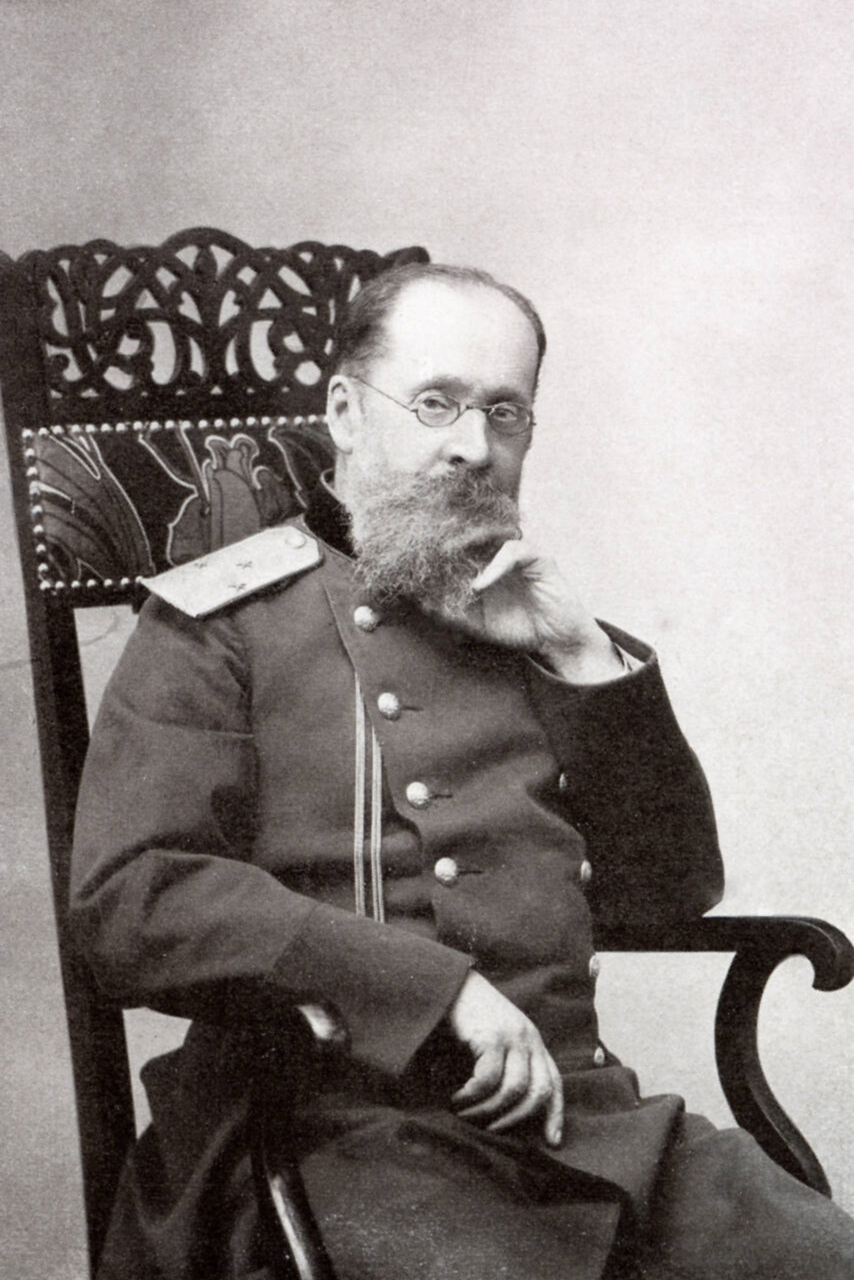
Cesar Cui lideró las críticas contra la sinfonía.

### Reacciones de la crítica
La mayor parte de lo que se escribió acerca de la sinfonía pudo haberse debido por el antagonismo imperante desde hacía mucho tiempo entre San Petersburgo y Moscú, una antipatía que iba más allá de cuestiones musicales. Estaba también el hecho de que la forma musical de la obra era la sinfonía, una forma puesta en cuestión en esta época por los críticos de San Petersburgo y muchos otros miembros del Círculo Beliáyev. En realidad le dieron buenas críticas a La Roca cuando Glazunov la dirigió. Que empleara la forma sinfónica era otro cantar.
La obra de Rajmáninov fue considerada como ofensiva debido a su uso relativamente progresista de la forma sinfónica; esto podría haber ido en contra de las sensibilidades de los críticos así como los preceptos enseñados por Rimski-Kórsakov en el Conservatorio. Alexandr Gauk, quien dirigiría el triunfal renacimiento de la sinfonía en 1945, reflexionó mucho sobre el suceso, sugiriendo que la obra falló desde el principio «porque era una composición moderna, alejada de las de su época, por ello no satisfizo los gustos de los críticos coetáneos». Los críticos más partidistas siguieron con el ataque, con Cui liderando la carga:

«Si existiera un conservatorio en el Infierno y uno de sus talentosos estudiantes fuera a componer una sinfonía programática basada en la historia de las diez plagas de Egipto, y si fuera a componer una sinfonía como la del señor Rajmáninov, entonces habría cumplido su tarea brillantemente y sería del deleite de los habitantes del Infierno. Para nosotros esta música nos deja una impresión maligna con sus ritmos rotos, forma oscura e imprecisa, repeticiones sin sentido de los mismos trucos baratos, el sonido gangoso de la orquesta, el forzado estrépito de los metales y por encima de todo la empalagosa y perversa armonización de sus contornos cuasi-melódicos, la total ausencia de simplicidad y naturalidad y la falta por completo de temas motívicos».

Cui le comentó a Rajmáninov lo más cercano a un cumplido, escribiendo, «el señor Rajmáninov evita lo banal y probablemente se siente fuerte y profundo e intenta expresar estos sentimientos mediante nuevas formas». Sin embargo, este comentario pronto fue ocultado por los escritos de los demás críticos y provocó que nadie la tuviera en cuenta. Además, los prejuicios de Cui hacia los compositores moscovitas estaba muy arraigada. En una carta dirigida a M.S. Kerzina fechada el día 19 de diciembre de 1904, los comparó con Richard Strauss, «cuyas absurdas cacofonías no serán música nunca incluso en el siglo XXX».
Una consideración más equilibrada sobre la obra, desafortunadamente demasiado tarde para deshacer el entuerto causado por Cui, vino del crítico Nikolai Findeisen en el número de abril de la Russkaya Muzykalnaya Gazeta:

«El clímax del concierto, la sinfonía en re menor de Rajmáninov, no fue interpretado con mucho éxito y por lo tanto fue en gran parte malentendida y desestimada por la audiencia. Esta obra muestra nuevos impulsos, búsquedas de nuevos colores, nuevos temas, nuevas imágenes y todavía le impresiona a uno como algo que no estuviera del todo dicho o resuelto. Sin embargo, debo abstenerme de expresar mi opinión final, porque sería demasiado fácil repetir la historia de la Quinta Sinfonía de Chaikovski , recientemente [gracias a Nikisch] "descubierta" por nosotros y que ahora todo el mundo la admira como una creación nueva, maravillosa y hermosa. Para ser sincero, pude que la primera sinfonía de Rajmáninov no sea del todo hermosa, íntegra y definida, pero algunas de sus páginas son algo más que mediocres. El primer movimiento, y especialmente el furioso final con su concluyente Largo, contienen mucha belleza, novedad e incluso inspiración...»

### Reacción del compositor
Rajmáninov escribió al compositor Alexander Zatayevich el 6 de mayo «sobre mis impresiones de la interpretación de la sinfonía, [...] aunque sea algo difícil para mí». Esta carta ha sido citada con frecuencia sobre la opinión del compositor sobre la falta de habilidad de Glazunov dirigiendo. Sin embargo, Rajmáninov también comparte exhaustivamente su propia impresión de la sinfonía:

«No estoy del todo afectado por la falta de éxito, ni me siento molesto por el abuso de los periódicos; pero estoy profundamente afligido y deprimido por el hecho de que mi Sinfonía, aunque la amé mucho y sigo amando ahora, no me complació del todo tras el primer ensayo. Esto significa, dirías tú, que está mal orquestada. Pero estoy convencido, repito, que la buena música puede brillar incluso con una mala instrumentación, ni considero que la instrumentación fuera un fracaso del todo. Por lo tanto quedan dos hipótesis. O, como algunos compositores, le tengo demasiada debilidad a esta composición, o esta composición fue mal interpretada. Y esto es lo que realmente ocurrió. Estoy sorprendido—¿cómo un hombre de tan gran talento como Glazunov puede dirigir tan mal? No hablo simplemente de su técnica de dirección (no tiene sentido cuestionar esto de él), pero sí de su musicalidad. No siente nada cuando dirige—¡como si no entendiera absolutamente nada!... Por ello supongo que la interpretación haya sido la causa del fracaso (No lo afirmo—Lo supongo). Si el público hubiese estado familiarizado con la sinfonía, culparían al director (sigo «suponiendo»), pero cuando la composición es desconocida y además mal interpretada, el público tiende a culpar al compositor. Este parecer parece ser plausible, particularmente con esta sinfonía, si bien no decadente, en el sentido actual de la palabra, es en verdad ligeramente «nueva». Esto significa que debe ser tocada siguiendo las más precisas indicaciones del compositor, quién por lo tanto puede de alguna forma mediar con el público y él mismo, y entre el público y la obra (para hacer entonces la composición más inteligible al público).... Como puedes ver, ahora mismo me siento inclinado a culpar la interpretación. Mañana, probablemente, esta opinión, también cambie. De todas formas no pienso abandonar esta Sinfonía, y tras dejarla durante seis meses, le echaré un vistazo, quizás corrija algo, y a lo mejor la publique, pero puede que por entonces mi consideración positiva hacia ella haya pasado. En ese caso, la romperé en pedazos».

Mucho después del suceso, Rajmáninov le contó a su biógrafo Oskar von Riesemann, «volví a Moscú siendo un hombre totalmente distinto. La confianza en mí mismo había recibido un duro golpe. Pasé horas angustiosas dubitativo, pensando profundamente, y llegué a la conclusión que debería dejar de componer». Sin embargo, los comentarios del compositor dirigidos a Zatayevich parecen considerablemente más racionales, incluso lógicos. Tampoco la prensa se había mostrado desfavorable del todo hacía la sinfonía (véase supra). Puede que fuera de subsiguientes reflexiones que Rajmáninov sufriera una crisis nerviosa.
Este retraso en mostrarse la crisis en Rajmáninov nunca se ha explicado, y puede que nunca llegue a serlo. Una duda que muchos eruditos se han planteado es si la sinfonía tuvo una dimensión autobiográfica que hizo que el fracaso fuera algo más personal. De acuerdo con muchas fuentes, el manuscrito original, ahora perdido, llevaba una dedicatoria a «A. L.» más el epígrafe de la novela de León Tolstói Anna Karenina, «Es a mí a quien pertenece la venganza». A. L. era Anna Lodïzhenskaya, una bella gitana, esposa de su amigo Peter Lodïzhensky, a quien también le dedicó el Caprice Bohémien. Si Rajmáninov la consideraba como un capricho o algo más serio no se puede saber, ni la conexión entre ellos dos y Anna Karanina, o entre la cita bíblica y los cantos religiosos que proporcionan la base para el material temático de la sinfonía.
Cuando empezaron a manifestarse los primeros síntomas del colapso nervioso, Rajmáninov quedó totalmente destrozado. Había comenzado los esbozos de otra sinfonía, pero los abandonó y no fue capaz de componer nada hasta 1899, cuando familiares y amigos le convencieron de que se sometiera a un tratamiento de hipnoterapia con el Dr. Nikolai Dahl. El resultado de estas citas fue el Segundo concierto para piano, estrenado en 1900. Aunque durante ese periodo se centró más en la dirección e interpretación, por lo que el tiempo no se perdió del todo, dio varias giras de conciertos actuando a veces como solista o director.

## Abandono y desaparición
La sinfonía no fue interpretada de nuevo durante la vida de Rajmáninov. Aunque a veces se menciona que rompió la partitura, en realidad no lo hizo, pero tenía sentimientos encontrados respecto a la obra. De hecho, en abril de 1908, tres meses después del estreno de su Segunda Sinfonía, consideró revisarla. Escribió a su colega del Conservatorio Nikita Morozov que la sinfonía era una de sus primeras tres obras compuestas que le gustaría ver en una «forma corregida y decente» (Las otras dos eran el Concierto para piano n.º 1 y el Capricho Bohemio). Escribió en 1910 al crítico Grigory Prokófiev, «La sinfonía contiene muchos pasajes exitosos en lo que concierne a su música, pero la orquestación es peor que floja, un motivo que causó su fracaso en la interpretación de San Petersburgo». En 1917, en una carta dirigida a Boris Asafiev, escribió que no se la enseñaría a nadie y se aseguraría de poner en su testamento que nadie la viera.
Tras abandonar Rusia, Rajmáninov le entregó la llave del escritorio de su piso de Moscú a su prima Sofiya Satina; donde guardaba bajo llave la partitura manuscrita de la Primera Sinfonía. Le enseñó el manuscrito y le pidió que lo cuidara por él. Satina trasladó el escritorio a su propio piso, en el mismo edificio. Permaneció allí hasta que Satina emigró de Rusia en 1921. Durante ese tiempo, el manuscrito pasó bajo el cuidado de la ama de llaves de la familia, Mariya Shatalina (de soltera Ivanova). Shatalina murió en 1925 y el manuscrito desapareció. El resto de los manuscritos del apartamento de Rajmáninov fueron trasladados por el Estado a los archivos del Museo Glinka de Moscú, entre ellos el manuscrito de la versión para dos pianos de la sinfonía así como algunos bocetos de la obra. La misteriosa desaparición de la partitura hace suponer que se debió a la apropiación indebida de un oportunista. A pesar de no conocer las circunstancias exactas, el manuscrito de la obra continúa perdido.

## Segunda vida
A pesar de que Rajmáninov guardó a buen recaudo la partitura de la Primera Sinfonía en su piso de Moscú hasta la Revolución de Octubre, no llegó a conseguir reunir las partitura completa en su apresurada huida de San Petersburgo en 1897. Por ello, resultó ser un golpe de suerte que la sinfonía llegara a un nuevo destino. Poco después de la muerte del compositor, en 1944, las partes instrumentales (partichelas) de la sinfonía fueron descubiertas. Usando estas partes y el arreglo para dos pianos, un grupo de eruditos dirigidos por el destacado director ruso Aleksandr Gauk reconstruyeron la partitura completa. El segundo estreno de la obra, considerado un éxito, tuvo lugar en el Conservatorio de Moscú el 17 de octubre de 1945, dirigido por Aleksandr Gauk.
La sinfonía es considerada actualmente como una representación dinámica de la tradición sinfónica rusa. Con el redescubrimiento de la música de Rajmáninov en los últimos años, la Primera Sinfonía se ha convertido en parte del repertorio orquestal habitual.
El estreno en Estados Unidos tuvo lugar el 19 de marzo de 1948 en la Philadelphia Academy of Music, con la Orquesta de Filadelfia dirigida por Eugene Ormandy. Formó parte además del primer concierto en ser televisado en dicho país. Una segunda interpretación fue emitida en la radio al día siguiente. Cabe decir que, comparado con lo que sucedió en el estreno de 1897, hicieron falta siete ensayos para preparar la obra para la audición inicial en América, aun cuando tanto Ormandy como la Orquesta de Filadelfia estaban familiarizados con el estilo del compositor. Con el póstumo aumento de la reputación de Rajmáninov como compositor, la sinfonía formaría parte del repertorio orquestal habitual.
En cambio, la primera interpretación de la sinfonía en el Reino Unido no se llevó a cabo hasta el 2 de enero de 1964, con la Polyphonia Symphony Orchestra dirigida por Brian Fairfax. Esto sucedió en un periodo en el que la música de Rajmáninov no era muy apreciada en el Reino Unido.

## Discografía selecta
- 1963 – Vladímir Ashkenazi, Orquesta Real del Concertgebouw (Decca).
- 1967 – Yevgueni Svetlánov, Orquesta del Teatro Bolshoi, Orquesta Sinfónica de la URSS (EMI, BMG Classics, Melodiya).
- 1975 – André Previn, Orquesta Sinfónica de Londres (Warner Classics).
- 1984 – Mariss Jansons, Orquesta Filarmónica de San Petersburgo (Chandos).
- 1993 – Edo de Waart, Orquesta Filarmónica de Róterdam (Philips).
- 1993 – Gianandrea Noseda, Orquesta Filarmónica de la BBC (Chandos).
- 1995 – Mijaíl Pletniov, Orquesta Nacional Rusa (DG).
- 1996 – Leonard Slatkin, Orquesta Sinfónica de San Luis (RCA Victor).
- 1997 – Eugene Ormandy, Orquesta de Filadelfia (Sony).
- 1997 – Lorin Maazel, Orquesta Filarmónica de Berlín (DG).
- 2001 – Walter Weller, Orquesta de la Suisse Romande (Apex).
- 2002 – Andrew Litton, Royal Philharmonic Orchestra (Virgin Classics).
- 2008 – Guennadi Rozhdéstvenski, Orquesta Sinfónica del Ministerio de Cultura de la URSS (Brilliant Classics).
- – Edo de Waart, Orquesta Filarmónica de la Radio de los Países Bajos (RNW).